# My Foolish Friend
Singles de Talk Talk
Another Word
(1982) It's My Life
(1983)
My Foolish Friend est une chanson du groupe Talk Talk, écrite par Mark Hollis et le claviste Simon Brenner. Elle est sortie en single au début de l'année 1983. La chanson fut un succès modeste au Royaume-Uni atteignant le #57 du palmarès.
La chanson ne figure sur aucun album officiel du groupe, bien qu'elle ait été incluse pour la première fois dans un album en 1990, dans la compilation Natural History: The Very Best of Talk Talk. Elle fut également incluse dans la compilation Asides Besides en 1998

## Histoire
My Foolish Friend est en partie reconnu grâce à la contribution de Simon Brenner, claviste, qui quitta le groupe juste après l'enregistrement de la chanson. Pour sa part, il sera d'abord remplacé par Phil Ramacon. Viendra ensuite Ian Curnow qui joignit Talk Talk au début de 1983 en tant que claviste et finalement, Tim-Friese Greene, claviste et producteur qui les rejoindra peu de temps après la sortie du single.
Les premières apparitions de My Foolish Friend étaient en concert, dans la tournée de The Party's Over de 1982. La tournée terminée, le groupe envisage de nouvelles sessions pour un album qui doit sortir en mai 1983 s'intitulant My Chameleon Hour, sur lequel doit compter un nouveau musicien, Phil Ramacon qui devait au départ être membre officiel du groupe. D'autres musiciens additionnels doivent également y participer. Le groupe enregistre alors quelques chansons qui sont à ce jour méconnues du public, mais quelques-unes d'entre elles refont surface comme Again a Game... Again qui apparaît comme face B de Such a Shame, Call In The Night Boy ou encore Why Is It So Hard.
En plus de My Foolish Friend, Mark Hollis avait également coécrit d'autres titres avec Simon Brenner et même Don Black pour cet album.
Simon Brenner était désireux que le groupe continue dans la même direction que The Party's Over mais Mark Hollis voulait évoluer et aller dans une direction plus sophistiquée. Simon Brenner quitte le groupe à la fin de 1982.
Le groupe engagera de nouveaux musiciens et enregistrera ce que deviendra It's My Life.

## Face B
La face B de My Foolish Friend est Call In The Night Boys une version piano de celle qui se retrouve sur l'album It's My Life. Elle a été écrite par Mark Hollis, Paul Webb, Simon Brenner et Lee Harris. Elle a été enregistrée durant les mêmes sessions de My Foolish Friend. Avec Mark Hollis au chant, Paul Webb à la basse, Phil Ramacon au piano et Andy Mackay au violoncelle, Talk Talk a interprété une chanson bien différente du style musical que le groupe possédait à l'époque. Cette chanson laisse même présager les futurs chemins du groupe, soit ceux de Spirit of Eden et Laughing Stock.

## Vidéoclip
Le vidéoclip de My Foolish Friend a été tourné en 1983 dans la ville d'Halifax en Angleterre. Plusieurs prises de la ville sont filmées, avec entre autres Hebden Bridge, Lee Mill Road, Rose Grove ou encore la Wainright's Tower à la fin du vidéoclip. Le vidéo représente les difficultés que vivent les ouvriers et entre autres les relations entre un père et son fils, dont le père ne veut guère qu'il suive ses traces dans la vie ouvrière.

## Pistes
45 tours
| No | Titre                                               | Durée |
| -- | --------------------------------------------------- | ----- |
| 1. | My Foolish Friend (Hollis/Brenner)                  | 3:20  |
| 2. | Call In The Night Boys (Hollis/Brenner/Harris/Webb) | 3:50  |

maxi 45 tours
| No | Titre                       | Durée |
| -- | --------------------------- | ----- |
| 1. | My Foolish Friend (12" Mix) | 5:30  |
| 2. | Call In The Night Boys      | 3:50  |
| 3. | My Foolish Friend           | 3:20  |

- La pochette a été peinte par James Marsh.